# Sergej Kosmynin
Sergej Kosmynin (rusky Сергей Космынин), (* 26. květen 1964 KMeždurečensk, Sovětský svaz) je bývalý reprezentant Sovětského svazu a Ruska v judu.

## Sportovní kariéra
S judem začal až ve 14 letech v Minusinsku, kam se s rodinou přestěhoval. V rodném Meždučerensku se věnoval sambu. Během své sportovní kariéry dominoval na tatami především v boji na zemi (ne-waza). Jakmile se jeho soupeř dostal na zem, tak si mohl být jistý, že udělá vše proto aby ho znehybnil. Když k tomu přidal i obstojné aši-waza tak měl pozici reprezentačního lídra pololehké váhy na několik sezon zajištěnou.
V roce 1988 se ještě na úkor Sokolova na olympijské hry nedostal. V roce 1992 však měl nominaci předem zajištěnou. Situace se zkomplikovala měsíc před olympijskými hrami, kdy na zákrok funkcionářů musel reprezentační trenér SNS vystavit své ovečky předolympijskému testu. Ten měl potvrdit oprávněnost jejich nominace. Kosmynin pozici před Gamzatovem uhájil, ale jeho samotná účast na olympijských hrách v Barceloně nedopadla dobře. V prvním zápase překvapivě nestačil na veterána Pavla Petřikova st. z Československa.
Pozici jedničky udržel i v ruským barvách. V roce 1994 dosáhl unikátní obhajoby zlaté medaile z mistrovství Evropy ve dvou různých váhových kategoriích. Do olympijských her v roce 1996 však nevydržel. Po skončení sportovní kariéry pracoval jako trenér. Od roku 2002 vedl několik let ženskou ruskou reprezentaci.

## Výsledky
| Turnaj             | Sovětský svaz | Sovětský svaz | Sovětský svaz | Sovětský svaz | Sovětský svaz | Sovětský svaz | Sovětský svaz | Sovětský svaz | Sovětský svaz | Rusko | Rusko | Rusko | Rusko | Rusko |
| Turnaj             | 1983          | 1984          | 1985          | 1986          | 1987          | 1988          | 1989          | 1990          | 1991          | 1992  | 1993  | 1994  | 1995  |       |
| ------------------ | ------------- | ------------- | ------------- | ------------- | ------------- | ------------- | ------------- | ------------- | ------------- | ----- | ----- | ----- | ----- | ----- |
| Olympijské hry     | -             | dns           | -             | -             | -             | dns           | -             | -             | -             | úč.   | -     | -     | -     |       |
| Mistrovství světa  | dns           | -             | dns           | -             | dns           | -             | 3.            | -             | 3.            | -     | 3.    | -     | dns   |       |
| Mistrovství Evropy | dns           | dns           | dns           | dns           | 3.            | 3.            | 2.            | dns           | dns           | dns   | 1.    | 1.    | úč.   |       |
| MS juniorů         | 2.            | -             | -             | -             | -             | -             | -             | -             | -             | -     | -     | -     | -     |       |
| ME juniorů         | 5.            | 2.            | -             | -             | -             | -             | -             | -             | -             | -     | -     | -     | -     |       |